# Lectotypella colorata
Lectotypella colorata är en insektsart som beskrevs av Irena Dworakowska 1981. Lectotypella colorata ingår i släktet Lectotypella och familjen dvärgstritar.
Artens utbredningsområde är Nepal. Inga underarter finns listade i Catalogue of Life.